# Psammoclema rugosum
Psammoclema rugosum är en svampdjursart som först beskrevs av Lendenfeld 1888.  Psammoclema rugosum ingår i släktet Psammoclema och familjen Chondropsidae. Inga underarter finns listade i Catalogue of Life.